# Hypocrea dichromospora
Hypocrea dichromospora är en svampart som beskrevs av Yoshim. Doi 1968. Hypocrea dichromospora ingår i släktet svampdynor och familjen Hypocreaceae.   Inga underarter finns listade i Catalogue of Life.